# Evangélikus templom (Kecskemét)
A kecskeméti evangélikus templom a város evangélikus hitéletének központja, a Belváros egyik meghatározó épülete.

## Története

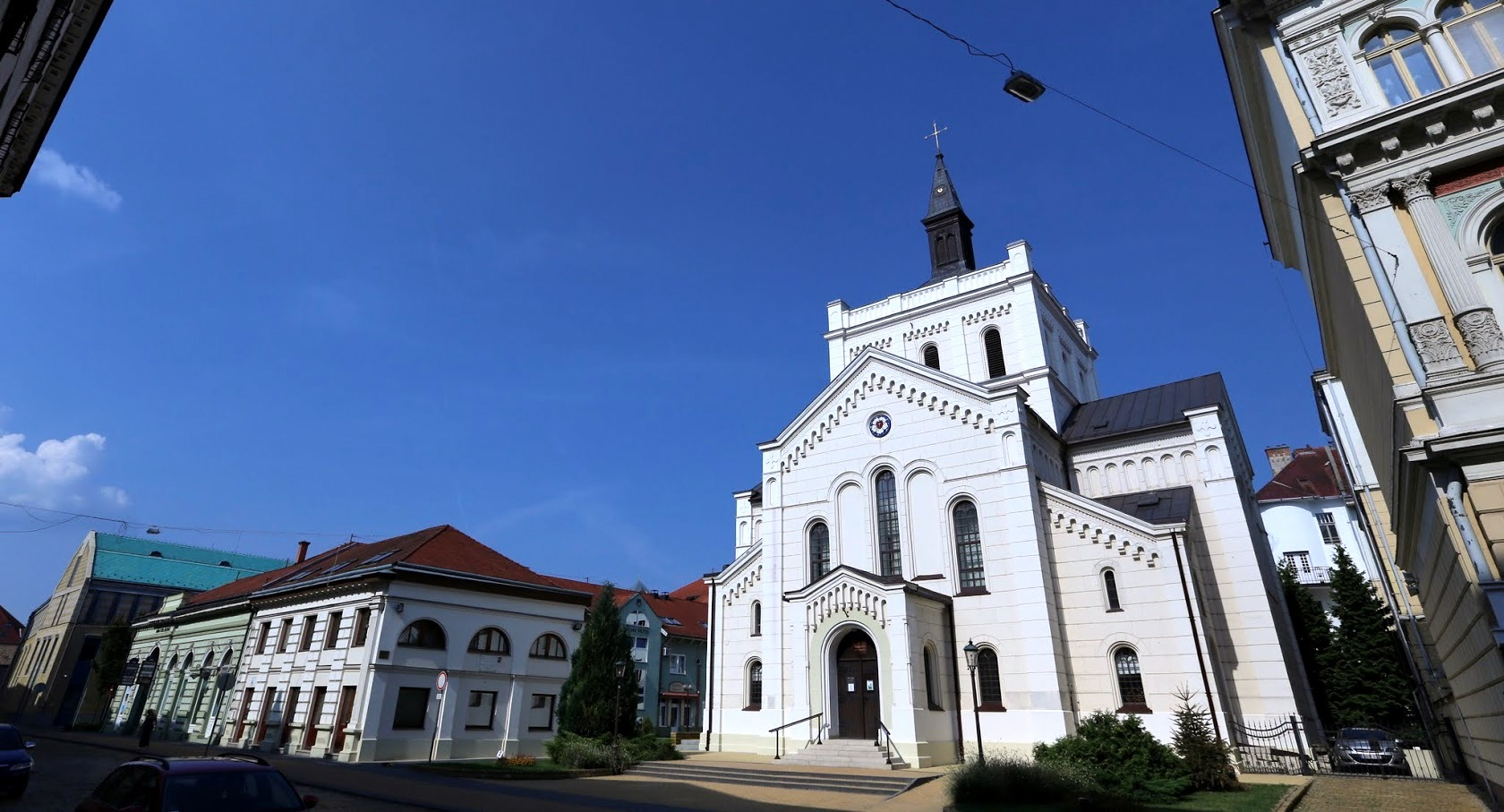

Kecskeméten már 1525-ben létrejött az evangélikus egyházközség, mivel azonban a debreceni zsinatot követően az Alföldön élő protestánsok nagy része a kálvini hitet választotta, csak 1792-től folytatta működését az egyház a városban. A helyi gyülekezet gyorsan nőtt, általános iskolájukat Petőfi Sándor is látogatta. 1857-ben határozták el egy, az igényeiknek megfelelő templom felépítését. A tervezéssel Ybl Miklóst bízták meg. 1863-ban szentelhették fel a romantikus stílusú, 34 x 23 méteres alapterületű, 34 méter magas, görög kereszt alaprajzú épületet. A 20. században bazársort emeltek a templom köré, melyet csak az 1990-es években bontottak el. A belsejében romantikus oltár, copf szószék, és egy neobarokk orgona kapott helyet. A templom 400 hívő számára tud biztosítani ülőhelyet, jelenleg egy, 1993-ban felszentelt harangja van.

## Harang
A templomnak az egyetlen harangját 1993-ban öntötte Gombos Miklós Őrbottyánban 1993-ban, 162 kg, D2 hangú. Ez az első harang a templom és az egyház történetében.

### Harangozási rend
Hétköznap a harang nem szólal meg. Vasárnap az Istentiszteletre szól 10.00-10.02 órakor. A Miatyánk imádkozása alatt ismét felcsendül ~10.55-10.56 között. Majd délben szólal meg a héten utoljára 12.00-12.01 között.